# Мабон
Мабон — неоязичницьке свято, одне із свят вікканського Колеса року. Відзначається в день осіннього рівнодення (21—23 вересня), символізує друге жнива та підбиття підсумків року.

## Назва
Сама назва «Мабон» походить від імені Мабона-ап-Модрона, персонажа з валлійської міфології — сина Модрон, богині-матері, та Урієна, владики підземного царства. Кельтські чаклунки не відзначали цей шабаш до вторгнення вікінгів до Англії. У день Мабона багато чаклунок роблять собі нові палиці і вирізують руни з деревини в'яза — звичай, що прийшов від друїдів .

## Звичаї
Цей день вважається часом збирання врожаю, і його традиційно пов'язують із заготівлею всіх дарів матері-Землі. Це другий день року, коли ніч дорівнює дню в Колесі Року. Все навколо нагадує про прихід зими, у цей період кельтські відуни проводять ритуали, що гарантують достатність їжі у зимовий період. Обряд полягав у тому, що на святі спочатку демонструвалися, а потім з'їдалися найкращі літні дари. 
Зазвичай у Мабон йдуть на природу, у ліс, збирають насіння та опале листя. Деякі їх використовують для прикраси будинку, інші зберігають на майбутнє для трав'яної магії. Їжа на Мабон складається з плодів другого врожаю, таких як зернові, фрукти та овочі .